# Mẹ bồng con (giấy tờ xe)
Mẹ bồng con, hay Mờ Bờ Cờ, viết tắt MBC, là tiếng lóng để chỉ loại giấy chứng nhận đăng ký xe ban đầu là chuẩn, hợp pháp, sau đó loại giấy tờ của xe này được đưa đi làm giả thêm một bộ nữa. Từ đó, trên thị trường có song song 2 xe giống nhau, giấy tờ như nhau. Tất nhiên, chỉ 1 xe giấy tờ hợp lệ, xe còn lại giấy tờ giả, nhằm đối phó với các cơ quan chức năng vì chúng được làm giả như thật.

## Đối tượng
Bình thường, xe từ 250 phân khối trở lên gắn liền với những thương hiệu nổi tiếng nhập khẩu theo đường chính ngạch, rõ nguồn gốc xuất xứ và đủ giấy tờ hợp pháp có giá hàng trăm triệu, thậm chí hàng tỉ đồng, ngang ngửa với xe hơi hạng sang. Vì vậy, người chơi xe phân khối lớn không có khả năng tài chính sẽ chấp nhận chi ra vài chục triệu đồng và mua bán theo dạng trao tay không giấy tờ để sở hữu chúng nhằm thỏa mãn đam mê.
Lưu ý rằng những xe giấy tờ hợp lệ không sang tên thực chất cũng là xe lậu, bởi xe không có hồ sơ gốc, số khung, số máy bị đục lại cho trùng với giấy tờ đang có, sử dụng khéo léo thì có thể qua mặt được lực lượng cảnh sát giao thông.

## Nguy cơ
Việc thiếu những chế tài cụ thể để kiểm soát loại xe này đã tiềm ẩn nhiều nguy cơ. Do xe không giấy tờ, nên khi tai nạn xảy ra, chủ xe thường bỏ lại, gây khó khăn cho việc xử lý vi phạm theo quy định của pháp luật.

## Quản lý
Trên thực tế, các lực lượng chức năng đã không ít lần "ốp" những đường dây dạng này. Theo nhận định của cục Cảnh sát phòng, chống tội phạm buôn lậu (C74, bộ Công an), thời gian qua, trên địa bàn Hà Nội và một số tỉnh phía Bắc có nhiều xe phân khối lớn được nhập lậu từ nước ngoài, chủ yếu là từ Campuchia tuồn về Việt Nam qua biên giới các tỉnh Tây Nam bằng đường bộ. Thực tế cho thấy, có hàng loạt xe mang biển kiểm soát giả tại Thành phố Hồ Chí Minh hoạt động rầm rộ tại các tỉnh phía Bắc.
Theo Đội trưởng đội Quản lý xe, phòng Cảnh sát giao thông đường bộ - đường sắt, Công an Thành phố Hải Phòng, đối với dòng xe mô tô phân khối lớn, khi người dân có nhu cầu sử dụng, họ mua và đem đến phòng CSGT, trình giấy tờ mua bán xe, nguồn gốc xe hợp pháp thì cơ quan chức năng tiến hành cấp đăng ký xe theo luật định. Còn tất nhiên, xe không có đủ giấy tờ, thì đó là xe hoạt động chui, vi phạm các quy định về an toàn giao thông vẫn xử phạt bình thường như các loại phương tiện khác.
Một cán bộ thuộc đội Xử lý vi phạm và tuyên truyền thuộc phòng CSGT Hải Phòng cho rằng, chế tài xử lý xe mô tô phân khối lớn không giấy tờ hoặc người điều khiển phương tiện chưa có bằng lái vẫn chưa cụ thể. Vị cán bộ này phân tích, nếu xe phân khối lớn đang di chuyển bình thường trên đường, không có lỗi vi phạm thì khó có thể bắt họ dừng lại để kiểm tra hành chính, trừ khi có chuyên đề của cơ quan cấp trên. Việc chưa có chế tài cụ thể kiểm soát sẽ tiềm ẩn nhiều nguy cơ. Khi tai nạn giao thông xảy ra, do xe không giấy tờ nên chủ xe thường bỏ lại, gây khó khăn cho việc xử lý vi phạm.